# Bruno Guimarães
Bruno Guimarães Rodriguez Moura (sinh ngày 16 tháng 11 năm 1997), thường được biết đến với tên gọi Bruno Guimarães, là một cầu thủ bóng đá chuyên nghiệp người Brasil hiện đang thi đấu ở vị trí tiền vệ cho câu lạc bộ Premier League Newcastle United và đội tuyển bóng đá quốc gia Brasil.

## Sự nghiệp

### Khởi đầu sự nghiệp
Sinh ra ở khu phố São Cristóvão, Rio de Janeiro, Bruno Guimarães đã hoàn thành khóa của mình với Audax. Vào ngày 9 tháng 4 năm 2015, chỉ mới 17 tuổi, anh đã ra mắt chuyên nghiệp cho Audax từ băng ghế dự bị, chơi ba phút cuối cùng trong chiến thắng 2-1 trên sân khách trước Bragantino.
Bruno Guimarães chắc chắn đã sẽ được vào đội một trong năm 2017, sau khi gây ấn tượng tại Copa São Paulo de Futebol Júnior.

### Athletico Paranaense
Vào ngày 11 tháng 5 năm 2017, anh gia nhập Atlético Paranaense theo dạng cho mượn cho đến tháng 4 năm 2018, và ban đầu được chỉ được chơi cho U23 Atlético Paranaense.
Bruno Guimarães đã ra mắt Série A lần đầu tiên vào ngày 17 tháng 6 năm 2017, từ băng ghế dự bị trong hiệp hai thay cho Deivid trong trận thua 1-0 trước Atlético Goianiense. Ngày 1 tháng 3 sau đó, anh ta được mua đứt và cho đến năm 2021.
Bruno Guimarães đã ghi bàn thắng cho đội một đầu tiên của mình vào ngày 10 tháng 3 năm 2018, ghi bàn thứ tư cho đội của anh ấy trong chiến trắng trên săn nhà 7-1 trước Rio Branco-PR,cầu thủ Campeonato Paranaense của năm. Sau đó, anh trở thành người khởi đầu của những tranh cãi cho đội một dưới thời HLV mới Tiago Nunes, và gia hạn hợp đồng cho đến năm 2023 vào ngày 5 tháng 2 năm 2019.

### Lyon
Vào ngày 30 tháng 1 năm 2020, Guimarães đã ký hợp đồng với Ligue 1 bên Lyon trong một hợp đồng bốn năm rưỡi. Phí chuyển nhượng được trả cho Athletico Paranaense được cho là 20 triệu euro, người cũng đảm bảo điều khoản bán hàng 20%.

### Newcastle United
Vào ngày 30 tháng 1 năm 2022, Guimarães gia nhập câu lạc bộ Newcastle United từ Lyon theo hợp đồng bốn năm rưỡi với mức phí chuyển nhượng lên tới 40 triệu bảng. Anh có trận ra mắt câu lạc bộ trong chiến thắng 3-1 trước Everton.

## Thống kê sự nghiệp

### Câu lạc bộ
Tính đến ngày 18 tháng 9 năm 2020
| Câu lạc bộ                      | Mùa       | Giải đấu  | Giải đấu | Giải đấu  | Cúp quốc gia | Cúp quốc gia | Cúp liên đoàn | Cúp liên đoàn | Cúp châu lục | Cúp châu lục | Khác | Khác      | Tổng | Tổng      |
| Câu lạc bộ                      | Mùa       | Hạng đấu  | Trận     | Bàn thắng | Trận         | Bàn thắng    | Trận          | Bàn thắng     | Trận         | Bàn thắng    | Trận | Bàn thắng | Trận | Bàn thắng |
| ------------------------------- | --------- | --------- | -------- | --------- | ------------ | ------------ | ------------- | ------------- | ------------ | ------------ | ---- | --------- | ---- | --------- |
| Athletico Paranaense (cho mượn) | 2017      | Serie A   | 4        | 0         | -            | -            | -             | -             | 1            | 0            | -    | -         | 5    | 0         |
| Athletico Paranaense (cho mượn) | 2018      | Serie A   | 0        | 0         | 1            | 0            | -             | -             | 2            | 0            | 12   | 2         | 15   | 2         |
| Athletico Paranaense (cho mượn) | Tổng      | Tổng      | 4        | 0         | 1            | 0            | 0             | 0             | 3            | 0            | 12   | 2         | 20   | 2         |
| Athletico Paranaense            | 2018      | Serie A   | 32       | 1         | 2            | 0            | -             | -             | 9            | 2            | -    | -         | 43   | 3         |
| Athletico Paranaense            | 2019      | Serie A   | 25       | 2         | 8            | 1            | -             | -             | 7            | 2            | 3    | 0         | 43   | 5         |
| Athletico Paranaense            | Tổng      | Tổng      | 57       | 3         | 10           | 1            | 0             | 0             | 16           | 4            | 3    | 0         | 86   | 8         |
| Lyon                            | 2019-20   | Ligue 1   | 3        | 0         | —            | —            | 1             | 0             | 1            | 0            | 4    | 0         | 9    | 0         |
| Lyon                            | 2020–21   | Ligue 1   | 4        | 0         | —            | —            | 0             | 0             | —            | —            | —    | —         | 4    | 0         |
| Lyon                            | Tổng      | Tổng      | 7        | 0         | —            | —            | 1             | 0             | 1            | 0            | 4    | 0         | 13   | 0         |
| Tổng cộng                       | Tổng cộng | Tổng cộng | 68       | 3         | 20           | 2            | 13            | 1             | 1            | 0            | 23   | 4         | 128  | 10        |

1. ↑  Appearance(s) in Copa Libertadores.
2. ↑  Appearance(s) in Copa Sudamericana.
3. ↑  Appearance(s) in Campeonato Paranaense.
4. ↑  Two appearances in Recopa Sudamericana, one appearance in J.League Cup / Copa Sudamericana Championship.
5. ↑  Appearance(s) in UEFA Champions League

### Quốc tế
Tính đến ngày 26 tháng 3 năm 2024.
| Đội tuyển quốc gia | Năm       | Trận | Bàn |
| ------------------ | --------- | ---- | --- |
| Brasil             |           |      |     |
| 2020               | 1         | 0    |     |
| 2021               | 2         | 0    |     |
| 2022               | 7         | 1    |     |
| 2023               | 8         | 0    |     |
| 2024               | 2         | 0    |     |
| Tổng cộng          | Tổng cộng | 20   | 1   |

#### Bàn tháng quốc tế
Bàn thắng và kết quả của Brasil được để trước:
| # | Ngày                | Địa điểm                                     | Đối thủ | Bàn thắng | Kết quả | Giải đấu                 |
| - | ------------------- | -------------------------------------------- | ------- | --------- | ------- | ------------------------ |
| 1 | 29 tháng 3 năm 2022 | Sân vân động Hernando Siles, La Paz, Bolivia | Bolivia | 3–0       | 4–0     | Vòng loại World Cup 2022 |

## Danh hiệu
Athletico Paranaense
- Copa do Brasil: 2019[9]
- Campeonato Paranaense: 2018[10]
- Copa Sudamericana: 2018[11]
- J.League Cup/Copa Sudamericana Championship: 2019[12]

Newcastle United
- EFL Cup: 2024–25[13]

U-23 Brazil
- Thế vận hội Mùa hè: 2020[14]